# Le Prince et le Pauvre (film, 1977)
Pour les articles homonymes, voir Le Prince et le Pauvre (homonymie).
Pour plus de détails, voir Fiche technique et Distribution.
Le Prince et le Pauvre (The Prince and the Pauper) est un film britannique réalisé par Richard Fleischer, adapté du roman Le Prince et le Pauvre de Mark Twain et sorti en 1977.

## Synopsis
Vers le milieu du XVIe siècle, le prince héritier d'Angleterre, un adolescent, a troqué ses vêtements contre ceux d'un petit camarade du peuple qui lui ressemble trait pour trait. Si bien que le pauvre, en dépit de ses protestations, s'apprête à être couronné à la mort du souverain, tandis que le prince, qui affirme sa souveraineté, est pris pour un fou. Le prince va alors tenter, avec l'aide du vétéran Hendon et de la dame Edith, de reprendre le pouvoir avant le couronnement.

## Fiche technique
- Titre : Le Prince et le Pauvre
- Titre original : The Prince and the Pauper
- Titre américain : Crossed Swords
- Réalisation : Richard Fleischer, assisté de Laurent Perrin, Olivier Assayas
- Scénario : d'après le roman de Mark Twain. Première adaptation par Berta Dominguez D. et Pierre Spengler. Adaptation finale par George MacDonald Fraser
- Musique : Maurice Jarre
- Direction artistique : Maurice Fowler, John Hoesli et Jack Stephens
- Costumes : Judy Moorcroft
- Photographie : Jack Cardiff
- Montage : Ernest Walter
- Production : Pierre Spengler et Ilya Salkind
- Société de production : International Film Production
- Budget : 8 000 000 $ (estimation)
- Pays de production :  Royaume-Uni
- Langues : Anglais
- Format : Couleurs (Technicolor) - 2.35 : 1 - 35 mm - 70 mm — 70 mm 6-Track
- Genre : aventure
- Durée : 113 minutes
- Dates de sortie :
  - Royaume-Uni : 3 juin 1977
  - États-Unis : 2 mars 1978
  - France : 2 août 1978[1]

## Distribution
- Mark Lester (VF : Jean-Pierre Leroux / Éric Legrand) : le prince puis roi Édouard VI / Tom Canty
- Oliver Reed (VF : René Arrieu) : Miles Hendon
- Raquel Welch (VF : Évelyn Séléna) : Lady Edith
- Charlton Heston (VF : Jean Davy) : le roi Henri VIII
- Harry Andrews (VF : François Chaumette) : Hertford
- Rex Harrison : le duc de Norfolk
- George C. Scott (VF : André Valmy) : Ruffler
- David Hemmings (VF : Philippe Ogouz) : Hugh Hendon
- Ernest Borgnine (VF : Henry Djanik) : John Canty, le père de Tom
- Sybil Danning : la mère de Tom Canty
- Lalla Ward (VF : Sylviane Margollé) : la princesse Elisabeth
- Felicity Dean (VF : Emmanuelle Bondeville) : Lady Jane Grey
- Graham Stark : Jester
- Murray Melvin : le valet du prince
- Tommy Wright (VF : Jean Violette) : le constable
- Harry Fowler : Nipper
- Richard Hurndall (VF : René Bériard) : l'archevêque Cranmer
- Preston Lockwood : le père Andrew
- Arthur Hewlett : un homme enrobé
- Sydney Bromley (VF : William Sabatier) : le paysan
- Ruth Madoc (VF : Béatrice Delfe) : Moll
- Roy Evans (VF : Georges Atlas) : la chouette
- Anthony Sharp : Dr Buttes